# LV Геркулеса
LV Геркулеса (лат. LV Herculis) — тройная звезда в созвездии Геркулеса на расстоянии приблизительно 1220 световых лет (около 374 парсек) от Солнца. Видимая звёздная величина звезды — от +11,3m до +10,9m. Возраст звезды определён как около 4 млрд лет*.
Пара первого и второго компонентов — двойная затменная переменная звезда типа Алголя (EA). Орбитальный период — около 5,2674 суток.
Открыта Куно Хофмейстером в 1935 году**.

## Характеристики
Первый компонент — жёлто-белая звезда спектрального класса A-F, или A-F0, или A8, или F9V*, или G0*, или G5. Масса — около 1,193 солнечной, радиус — около 1,358 солнечного, светимость — около 2,234 солнечной. Эффективная температура — около 6060 K.
Второй компонент — жёлто-белая звезда спектрального класса F9V, или G0*, или K4IV. Масса — около 1,17 солнечной, радиус — около 1,313 солнечного, светимость — около 2,046 солнечной. Эффективная температура — около 6030 K.
Третий компонент. Орбитальный период — около 199,5 года.